# 闭门器

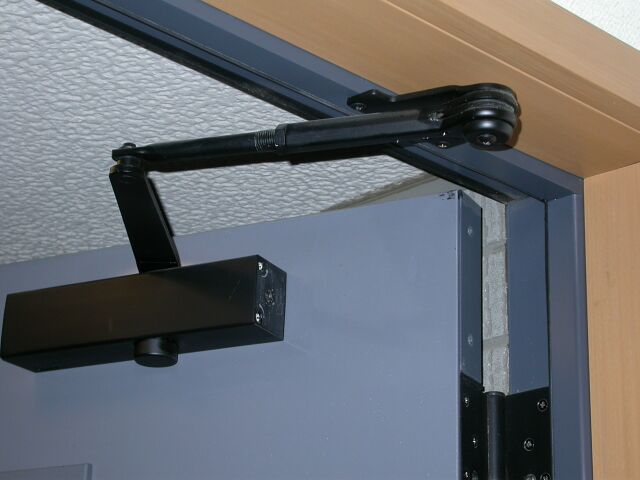
闭门器

闭门器是一种可以调节门摆动速度以及讓門自動關閉的机械装置。 亚历山大的希罗的著作中就已提到可以讓門自動關閉的機械装置。 